# Campeonato Sudamericano 1919/Spiele
Dieser Artikel umfasst die Spiele des Campeonato Sudamericano 1919 in Brasilien mit allen statistischen Details.
| Pl.                                                      | Land        | Sp. | S | U | N | Tore    | Diff. | Punkte |
| -------------------------------------------------------- | ----------- | --- | - | - | - | ------- | ----- | ------ |
| 1.                                                       | Brasilien   | 3   | 2 | 1 | 0 | 011:300 | +8    | 05:10  |
| 2.                                                       | Uruguay     | 3   | 2 | 1 | 0 | 007:400 | +3    | 05:10  |
| 3.                                                       | Argentinien | 3   | 1 | 0 | 2 | 007:700 | ±0    | 02:40  |
| 4.                                                       | Chile       | 3   | 0 | 0 | 3 | 001:120 | −11   | 0:60   |
| Brasilien durch Sieg im Entscheidungsspiel Gruppenerster |             |     |   |   |   |         |       |        |

## Brasilien – Chile 6:0 (3:0)
| Brasilien                                                | Brasilien | Chile | Chile |
| -------------------------------------------------------- | --- | --- | ----- |
| Brasilien                                                | \| 11. Mai 1919 in Rio de Janeiro (Estádio das Laranjeiras) \| \| Zuschauer: 20.000 \| \| Schiedsrichter: Juan Pedro Barbera ( Argentinien) \| | \| 11. Mai 1919 in Rio de Janeiro (Estádio das Laranjeiras) \| \| Zuschauer: 20.000 \| \| Schiedsrichter: Juan Pedro Barbera ( Argentinien) \|                                                                | Chile |
| Brasilien                                                | Marcos – Píndaro, Bianco – Sérgio, Amílcar, Galo – Luiz Menezes, Neco, Arthur Friedenreich, Haroldo, Arnaldo Cheftrainer: ohne                 | Manuel Guerrero – Francisco Gatica, Ulises Poirier – Óscar González, Héctor Baeza, Telésforo Báez – Eufemio Fuentes, Aurelio Domínguez, Alfredo France, Horacio Muñoz, Víctor Varas Cheftrainer: Héctor Parra | Chile |
| Brasilien                                                | 1:0 Arthur Friedenreich (11.) 2:0 Neco (20.) 3:0 Neco (33.) 4:0 Haroldo (49.) 5:0 Arthur Friedenreich (70.) 6:0 Arthur Friedenreich (81.)      | | Chile |
| 11. Mai 1919 in Rio de Janeiro (Estádio das Laranjeiras) | | |       |
| Zuschauer: 20.000                                        | | |       |
| Schiedsrichter: Juan Pedro Barbera ( Argentinien)        | | |       |

## Uruguay – Argentinien 3:2 (2:1)
| Uruguay                                              | Uruguay | Argentinien | Argentinien |
| ---------------------------------------------------- | --- | --- | ----------- |
| Uruguay                                              | \| 13. Mai 1919 in Rio de Janeiro (Estádio Laranjeiras) \| \| Zuschauer: 18.000 \| \| Schiedsrichter: Robert Todd ( England) \|                                                                              | \| 13. Mai 1919 in Rio de Janeiro (Estádio Laranjeiras) \| \| Zuschauer: 18.000 \| \| Schiedsrichter: Robert Todd ( England) \|                                                                                      | Argentinien |
| Uruguay                                              | Cayetano Saporiti – Manuel Varela, Alfredo Foglino – Juan Delgado Alfredo Zibechi, José Vanzzino – José Pérez, Héctor Scarone, Carlos Scarone, Isabelino Gradín, Ángel Romano Cheftrainer: Severino Castillo | Carlos Isola – Antonio Roque Cortella, Armando Reyes – Ernesto Matozzi, Eduardo Uslenghi, Pedro Martínez – Calomino, José Laiolo, Edwin Clarcke, Carlos Fernando Izaguirre, Juan Nelusco Perinetti Cheftrainer: ohne | Argentinien |
| Uruguay                                              | 1:0 Carlos Scarone (19.) 2:0 Héctor Scarone (23.) 3:2 Isabelino | 2:1 Carlos Fernando Izaguirre (34.) 2:2 Manuel Varela (79., ET) | Argentinien |
| 13. Mai 1919 in Rio de Janeiro (Estádio Laranjeiras) | | |             |
| Zuschauer: 18.000                                    | | |             |
| Schiedsrichter: Robert Todd ( England)               | | |             |

## Uruguay – Chile 2:0 (2:0)
| Uruguay                                              | Uruguay | Chile | Chile |
| ---------------------------------------------------- | --- | --- | ----- |
| Uruguay                                              | \| 17. Mai 1919 in Rio de Janeiro (Estádio Laranjeiras) \| \| Zuschauer: 7.000 \| \| Schiedsrichter: Adilon Penteado ( Brasilien) \|                                                                        | \| 17. Mai 1919 in Rio de Janeiro (Estádio Laranjeiras) \| \| Zuschauer: 7.000 \| \| Schiedsrichter: Adilon Penteado ( Brasilien) \|                                                                           | Chile |
| Uruguay                                              | Roberto Chery – Manuel Varela, Alfredo Foglino – Rogelio Naguil, Alfredo Zibechi, José Vanzzino – José Pérez, Héctor Scarone, Carlos Scarone, Isabelino Gradín, Ángel Romano Cheftrainer: Severino Castillo | Manuel Guerrero – Francisco Gatica, Ulises Poirier – Óscar González, Héctor Baeza, Telésforo Báez – Carlos del Río, Aurelio Domínguez, Alfredo France, Eufemio Fuentes, Víctor Varas Cheftrainer: Héctor Parra | Chile |
| Uruguay                                              | 1:0 Carlos Scarone (31.) 2:0 José Pérez (43.) | | Chile |
| 17. Mai 1919 in Rio de Janeiro (Estádio Laranjeiras) | | |       |
| Zuschauer: 7.000                                     | | |       |
| Schiedsrichter: Adilon Penteado ( Brasilien)         | | |       |

## Brasilien – Argentinien 3:1 (1:0)
| Brasilien                                                | Brasilien | Argentinien | Argentinien |
| -------------------------------------------------------- | --- | --- | ----------- |
| Brasilien                                                | \| 18. Mai 1919 in Rio de Janeiro (Estádio das Laranjeiras) \| \| Zuschauer: 22.000 \| \| Schiedsrichter: Robert Todd ( England) \| | \| 18. Mai 1919 in Rio de Janeiro (Estádio das Laranjeiras) \| \| Zuschauer: 22.000 \| \| Schiedsrichter: Robert Todd ( England) \|                                                                                         | Argentinien |
| Brasilien                                                | Marcos – Píndaro, Bianco – Sérgio, Amílcar, Fortes – Millon, Neco, Arthur Friedenreich, Heitor, Arnaldo Cheftrainer: ohne           | Carlos Isola – Antonio Roque Cortella, Armando Reyes – Ernesto Matozzi, Eduardo Uslenghi, Pedro Martínez – Calomino, Carlos Fernando Izaguirre, Edwin Clarcke, Enrique Bricchetto, Juan Nelusco Perinetti Cheftrainer: ohne | Argentinien |
| Brasilien                                                | 1:0 Amílcar (12.) 2:1 Millon (51.) 3:1 Heitor (80.)                                                                                 | 1:1 Carlos Fernando Izaguirre (20.) | Argentinien |
| 18. Mai 1919 in Rio de Janeiro (Estádio das Laranjeiras) | | |             |
| Zuschauer: 22.000                                        | | |             |
| Schiedsrichter: Robert Todd ( England)                   | | |             |

## Argentinien – Chile 4:1 (3:1)
| Argentinien                                                  | Argentinien | Chile | Chile |
| ------------------------------------------------------------ | --- | --- | ----- |
| Argentinien                                                  | \| 22. Mai 1919 in Rio de Janeiro (Estádio das Laranjeiras) \| \| Zuschauer: 5.000 \| \| Schiedsrichter: Joaquim Antônio Leite de Castro ( Brasilien) \|                                                                 | \| 22. Mai 1919 in Rio de Janeiro (Estádio das Laranjeiras) \| \| Zuschauer: 5.000 \| \| Schiedsrichter: Joaquim Antônio Leite de Castro ( Brasilien) \|                                                        | Chile |
| Argentinien                                                  | Carlos Isola – Roberto Castagnola, Armando Reyes – Ernesto Matozzi, Roberto Felices, Pedro Martínez – Calomino, Alfredo Ángel Martín, Edwin Clarcke, Carlos Fernando Izaguirre, Juan Nelusco Perinetti Cheftrainer: ohne | Manuel Guerrero – Francisco Gatica, Ulises Poirier – Óscar González, Héctor Baeza, Alfredo France – Eufemio Fuentes, Aurelio Domínguez, Horacio Muñoz, Guillermo Frez, Carlos del Río Cheftrainer: Héctor Parra | Chile |
| Argentinien                                                  | 1:0 Edwin Clarcke (10.) 2:0 Carlos Fernando Izaguirre (13.) 3:0 Edwin Clarcke (23.) 4:1 Edwin Clarcke (62.) | 3:1 Alfredo France (30.) | Chile |
| 22. Mai 1919 in Rio de Janeiro (Estádio das Laranjeiras)     | | |       |
| Zuschauer: 5.000                                             | | |       |
| Schiedsrichter: Joaquim Antônio Leite de Castro ( Brasilien) | | |       |

## Brasilien – Uruguay 2:2 (1:2)
| Brasilien                                                | Brasilien | Uruguay | Uruguay |
| -------------------------------------------------------- | --- | --- | ------- |
| Brasilien                                                | \| 25. Mai 1919 in Rio de Janeiro (Estádio das Laranjeiras) \| \| Zuschauer: 23.000 \| \| Schiedsrichter: Juan Pedro Barbera ( Argentinien) \| | \| 25. Mai 1919 in Rio de Janeiro (Estádio das Laranjeiras) \| \| Zuschauer: 23.000 \| \| Schiedsrichter: Juan Pedro Barbera ( Argentinien) \|                                                                  | Uruguay |
| Brasilien                                                | Marcos – Píndaro, Bianco – Sérgio, Amílcar, Fortes – Millon, Neco, Arthur Friedenreich, Heitor, Arnaldo Cheftrainer: ohne                      | Cayetano Saporiti – Manuel Varela, Alfredo Foglino – Rogelio Naguil Alfredo Zibechi, José Vanzzino – José Pérez, Héctor Scarone, Carlos Scarone, Isabelino Gradín, Rodolfo Marán Cheftrainer: Severino Castillo | Uruguay |
| Brasilien                                                | 1:2 Neco (20.) 2:2 Neco (60.) | 0:1 Isabelino Gradín (13.) 0:2 Carlos Scarone (17.) | Uruguay |
| 25. Mai 1919 in Rio de Janeiro (Estádio das Laranjeiras) | | |         |
| Zuschauer: 23.000                                        | | |         |
| Schiedsrichter: Juan Pedro Barbera ( Argentinien)        | | |         |

## Brasilien – Uruguay 1:0 n.V. (Entscheidungsspiel)
| Brasilien                                                | Brasilien | Uruguay | Uruguay |
| -------------------------------------------------------- | --- | --- | ------- |
| Brasilien                                                | \| 29. Mai 1919 in Rio de Janeiro (Estádio das Laranjeiras) \| \| Zuschauer: 26.000 \| \| Schiedsrichter: Juan Pedro Barbera ( Argentinien) \| | \| 29. Mai 1919 in Rio de Janeiro (Estádio das Laranjeiras) \| \| Zuschauer: 26.000 \| \| Schiedsrichter: Juan Pedro Barbera ( Argentinien) \|                                                                 | Uruguay |
| Brasilien                                                | Marcos – Píndaro, Bianco – Sérgio, Amílcar, Fortes – Millon, Neco, Arthur Friedenreich, Heitor, Arnaldo Cheftrainer: ohne                      | Cayetano Saporiti – Manuel Varela, Alfredo Foglino – Rogelio Naguil, Alfredo Zibechi, José Vanzzino – José Pérez, Héctor Scarone, Ángel Romano, Isabelino Gradín, Rodolfo Marán Cheftrainer: Severino Castillo | Uruguay |
| Brasilien                                                | 1:0 Arthur Friedenreich (137.) 1 | | Uruguay |
| 29. Mai 1919 in Rio de Janeiro (Estádio das Laranjeiras) | | |         |
| Zuschauer: 26.000                                        | | |         |
| Schiedsrichter: Juan Pedro Barbera ( Argentinien)        | | |         |